# مجلس عوام کلدانی سریانی آشوری
مجلس عوام کلدانی سریانی آشوری یک سازمان سیاسی در کشور عراق است که در راستای حقوق سیاسی مردم آشوری در این کشور فعالیت می‌کند. این مجلس در سال ۲۰۰۷ توسط سرکیس آغاجان سیاستمدار آشوری اهل عراق تأسیس شد.

## تاریخچه
سرکیس آغاجان سیاستمدار آشوری در سال ۲۰۰۶ خواستار خودمختاری برای آشوریان عراق شد. پس از آن و در اواسط ماه مارس ۲۰۰۷، مجلس عوام کلدانی سریانی آشوری توسط او تأسیس گردید. این مجلس تا کنون دو کنگره (۲۰۰۷ و ۲۰۰۹) منعقد کرده‌است. 

## سیستم رهبری
سیستم رهبری مجلس عوام کلدانی سریانی آشوری به شیوه دستۀ رهبری است. دستۀ رهبری از سه نفر تشکیل می‌شود و به صورت متناوب هر شش ماه یک بار یکی از آن‌ها به عنوان رئیس مجلس و دو تای دیگر به عنوان جانشینان اول و دوم، ریاست مجلس را به عهده می‌گیرند. 

## مشارکت در انتخابات
این مجلس در سال ۲۰۰۹ در انتخابات مجالس استانداری‌های (نینوی و بغداد و بصره) شرکت کرد، که آشوریان در هر یک از این مجالس یک نماینده دارند و توانست نمایندگی نینوی و بغداد را بدست بیاورد. درهمان سال در انتخابات پارلمان کردستان عراق شرکت کرد و از پنج کرسی مخصوص به آشوریان سه تا را کسب کرد. 
در سال ۲۰۱۰ نیز در انتخابات پارلمان عراق مشارکت کرد که در این پارلمان نیز سهم آشوریان پنج نماینده است (نینوی، بغداد، دهوک، کرکوک، اربیل )و در نتیجه توانست نمایندگی (نینوی) و (دهوک) را نصیب خود کند. در سال ۲۰۱۳ بار دیگر در انتخابات مجلس استانداری نینوی شرکت کرد و مجدداً به پیروزی رسید. 
در ۳۰ آوریل ۲۰۱۴ در انتخابات پارلمان عراق و مجالس استانداری‌های (اربیل و سلیمانیه و دهوک) شرکت کرد، که آشوریان در هر یک از مجالس استانداری‌های (اربیل) و (دهوک) دو نماینده و (سلیمانیه) نیز یک نماینده دارند. در نتیجه در هر یک از مجالس استانداری‌های اربیل و دهوک یک کرسی نمایندگی را (جمعاً ۲ کرسی) به دست آورد. در پارلمان عراق نیز در اربیل و نینوی به پیروزی رسید.